# Domstift Ratzeburg

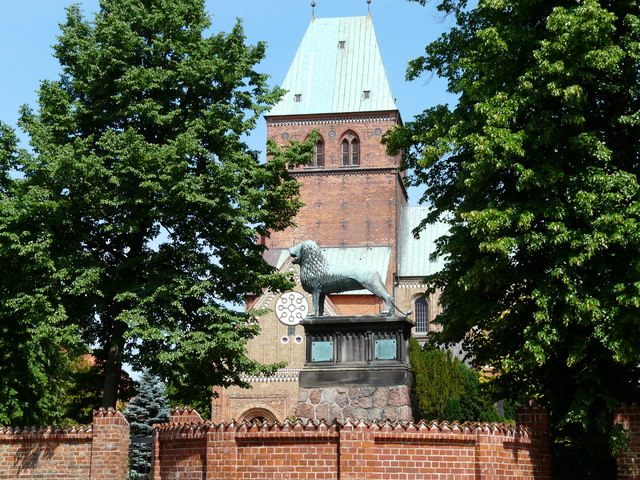
Der Ratzeburger Dom mit Löwenstatue

Das Domkapitel Ratzeburg (gelegentlich auch als Domstift Ratzeburg bezeichnet) war ein kirchliches Verwaltungsorgan im Bistum Ratzeburg, das mit administrativen und liturgischen Rechten und Aufgaben betraut war und bis zum Jahr 1683 bestand.
Das Bistum und das Domkapitel wurden 1154 von Heinrich dem Löwen, Herzog von Sachsen, höchstwahrscheinlich als Tochtergründung des Magdeburger Domkapitels Unser Lieben Frauen gegründet. Nach Abdankung Christoph von der Schulenburgs am 5. Oktober 1554, dem letzten katholischen Bischof Ratzeburgs, blieb das Domkapitel dem alten Glauben zunächst formell treu, führte allerdings im Jahr 1566 in Dom und Hochstift die Augsburgische Konfession ein. 1648, nach dem Ende des Dreißigjährigen Krieges, wurde das Domkapitel durch den Osnabrücker Frieden aufgehoben, bestand institutionell eingeschränkt aber noch bis zum Tod des letzten Domherren im Jahr 1683 weiter.
Kathedralkirche und Dombezirk befinden sich nahe der Altstadt Ratzeburgs, sind geographisch jedoch von dieser getrennt und liegen im Ratzeburger See auf einer Insel, die über zwei Fährdämme, früher Holzbrücken, mit dem Rest der Stadt verbunden ist.
Anders als die meisten anderen Domkapitel, hat das Domkapitel Ratzeburg nicht nur ein Patrozinium, sondern zwei, die heilige Maria und den heiligen Johannes Evangelist. Dies lässt sich wohl damit erklären, dass das Domkapitel ursprünglich in St. Georg auf dem Berge saß, allerdings bereits gegen 1158 nach Ratzeburg in die Domkirche umzog und mit dem neuen Kirchenbau ein weiteres Patrozinium übernahm.

## Geschichte

Lage des Hochstifts Ratzeburg um 1250

### Entstehung
Das Domkapitel wurde 1154 von Heinrich dem Löwen anlässlich der Wiederbegründung des Bistums Ratzeburg eingerichtet. Dies lässt die Frage zu, ob nicht nur das Bistum, sondern auch das Domkapitel Nachfolger einer ähnlichen Einrichtung ist, was allerdings anhand der Quellenlage nicht mit Sicherheit beantwortet werden kann. Lediglich der Chronist Adam von Bremen behandelt die Erstgründung des Ratzeburger Bistums im Gebiet der Abodriten in seiner Gesta Hammaburgensis ecclesiae pontificum. Das neue Bistum war Suffragandiözese des Erzbistums Bremen-Hamburg. Die Wiederbegründung des Bistums und damit einhergehende Einrichtung des Domkapitels, nach den Regeln des Prämonstratenserordens, wurden im Jahr 1158 von Papst Hadrian IV. durch ein feierliches Privileg bestätigt. Das Gebiet, in dem Bistum und Domkapitel gegründet wurden, war um 1154 noch weitestgehend unbewohnt bzw. unbesiedelt und nur in manchen Gegenden von heidnischen Slawen bewohnt. Da sich die Mitglieder des Prämonstratenserordens in Brandenburg und Havelberg dem Missionswerk gewidmet hatten, ist davon auszugehen, dass dies auch in Ratzeburg der Fall war, worüber allerdings nichts Näheres bekannt ist.

### Mittelalter
Gegen Ende des Mittelalters fanden im Domkapitel wichtige Änderungen statt. So musste beispielsweise der Dompropst Einbußen hinsichtlich seiner Befugnisse hinnehmen, die wiederum dem Prior und anderen, aufgrund wachsender Aufgabenfelder vermehrt anzutreffender, Kapitelsämtern zugutekamen. Aus Aufzeichnungen aus der Zeit des Propstes Eckhard Hake, 1319 bis 1342, ist zu entnehmen, dass das Domkapitel zu dieser Zeit wirtschaftlich stark verschuldet war. Dieser Schuldenstand sollte daher über eine verstärkte Kontrolle des Probstes mittels eines Viererausschusses kontrolliert werden. Außerdem wurde im Jahr 1330 eine Kommission vom Domkapitel eingesetzt, deren Aufgabe darin bestand, etwaige Meinungsverschiedenheiten zwischen Domkapitel und Propst, oder auch einzelnen Kanonikern beizulegen. Eine Schenkung des Dompropstes an das Domkapitel aus dem Jahr 1367 bezeugt, dass es zu dieser Zeit aufgrund der Pest und der damit einhergehenden Verwüstung des Umlands Ratzeburgs unmöglich war, die Kanoniker auf herkömmliche Weise mit Kost und Kleidung zu versorgen. Da sich die wirtschaftliche Situation des Domkapitels auch in den darauffolgenden Jahren nicht besserte, war es 1372 aufgrund hoher Schulden gezwungen, seine Einkünfte neu zu ordnen. Ob diese Maßnahme letztlich Erfolg hatte, wird aus den bekannten Quellen bislang nicht ersichtlich.
Die ersten Informationen über das Bestehen vom Domherrenhöfen aus den Jahren 1438/39 und 1457 spricht dafür, dass die vita communis vom Ratzeburger Domkapitel wohl erst zu Anfang des 15. Jahrhunderts aufgegeben wurde. In diesen Domherrenhöfen lebten die Kanoniker mit ihrem eigenen Hausstand und pflegten nicht mehr, wie in der vita communis vorgesehen, das gemeinsame Leben im Klausurbezirk. Eine weitere Veränderung im Domkapitel stellte die, seit dem 14. Jahrhundert fortschreitende, vermehrte Einführung von Weltgeistlichen dar. Diese wirkten vornehmlich als Vikare an den Nebenaltären und lasen die Memorien, die von Klerikern und Laien gestiftet wurden.

### Umwandlung in ein Kollegiatstift und Reformation
Das Jahr 1504 wird als Wendepunkt der Geschichte des Ratzeburger Domkapitels gesehen. Dies liegt daran, dass das Domkapitel eine Vorreiterrolle spielte, da es als erstes die Ordensregel ablegte, was den beiden anderen Prämonstratenser-Domkapiteln, Brandenburg und Havelberg, erst 1507 vom Papst genehmigt wurde. Die jeweiligen Landesherren hatten sich bereits früher um das Ablegen der Ordensregel bemüht, was allerdings erst erfolglos blieb. Diese Umwandlung in ein weltliches Domherrenstift wurde vom ratzeburgischen Bischof Johannes von Parkentin und den Herzogen Johann IV. und Magnus I. von Papst Alexander VI. erbeten und dahingehend begründet, dass die Kanoniker des Domkapitels bereits seit Jahrzehnten nicht mehr den Ordensregeln gemäß lebten. Ein Briefentwurf von Johannes von Parkentin and Alexander VI. vom 1. August 1503 belegt nicht nur, dass die Landesherren die Forderung unterstützten, sondern die Ziele, die mit dieser Umwandlung verfolgt wurden. So sollte das Domkapitel den Fürsten beispielsweise rechtlich gebildete und gelehrte Hofleute zur Verfügung stellen. Das Gesuch wurde letztlich von Papst Julius II. am 22. Mai 1504 bestätigt und die Umwandlung des Prämonstratenser-Domkapitels in ein Kollegiatstift genehmigt. Insgesamt nahmen daraufhin 14 Mitglieder des Domkapitels die Weltgeistlichkeit und alle damit verbundenen Privilegien an. Außerdem wurde das Domkapitel bei der Umwandlung noch durch acht neue Kanonikate mit Präbenden ergänzt.
Wie sich die Situation des Domkapitels von der Umwandlung in eine weltgeistliches Institution bis zur Reformation und der damit einhergehenden Annahme der lutherischen Konfession entwickelte, ist unerforscht. Somit ist es nicht klar zu sagen, ob sich die Hoffnungen der Fürsten hinsichtlich der Umwandlung des Domkapitels auf lange Sicht erfüllt haben. Allerdings machte sich bereits unter Johann IV. die Tendenz der Fürsten von Sachsen-Lauenburg, ihre weltliche Herrschaft auf Bischof und Domkapitel auszudehnen, bemerkbar. So wurden im Jahr 1492 die Güter erstmals vom Fürsten, in diesem Fall Johann IV., mit Beden belegt, wobei sich dieser auf den alten Brauch berief. Unter seinem Sohn Magnus I. wuchs der Druck auf das Domkapitel und den Bischof nicht nur, sondern der Konflikt eskalierte ab 1517. Dies hatte zur Folge, dass das Domkapitel nach Lübeck, wo auch Archiv und Domschatz aufbewahrt wurden, flüchten und dort zeitweilig unterkommen musste. Des Weiteren führte der Streit zwischen dem Fürsten und dem Domkapitel dazu, dass letzteres vor dem Kaiser und dem Papst Klagen erhob. Im Jahr 1517 wurde dem Domkapitel und dem Bischof von Ratzeburg daraufhin von Papst Leo X. ein Schutzprivileg ausgestellt. Die dadurch erhoffte Beruhigung des Konfliktes mit dem mittlerweile gebannten Herzog blieb jedoch aus und der Streit um die von ihm beanspruchten Abgaben setzte sich fort. Das hatte zur Folge, dass Domkapitel und Bischof nun auf dem Wormser Reichstag im Jahr 1521 erneut Klage gegen Magnus I. erhoben. Der daraus entstehende Prozess vor dem Reichskammergericht endete 1524 in einem Urteil gegen den Fürsten, brachte aber dennoch keinen langwährenden Frieden. Die Auseinandersetzung war für das Domkapitel wohl dennoch kein Grund, den Bruder des Fürsten, Johannes, im Jahr 1529 als Dompropst anzunehmen, nachdem dieser zwei Jahre zuvor auf das Bistum Hildesheim verzichtet hatte. Es folgten weitere Auseinandersetzungen und ein andauernder Rechtsprozess, der erst 1532 vor dem Reichskammergericht in Speyer durch einen Vergleich beider Parteien zugunsten des Domkapitels vorübergehend beendet wurde. Die Kosten dieses Prozesses waren so hoch, dass das Domkapitel 1530 gezwungen war, große Teile des Kirchenschatzes zu veräußern, um sie decken zu können. Auch wurden die von Herzog Magnus I. im Rahmen der Abgaben eingeforderten Kirchengüter weder von ihm selbst, noch von seinem Nachfolger Franz I. zurückerstattet. Letzterer musste ebenfalls mehrmals vom Kaiser aufgefordert werden, keine weiteren Abgaben vom Domkapitel einzuziehen. Insgesamt stellten diese Rechtsstreitigkeiten mit dem Fürsten, die noch bis ins 17. Jahrhundert andauerten, eine immense finanzielle Belastung für das Domkapitel dar. Herzog Franz I. versuchte darüber hinaus, seinen Sohn Magnus nach dem Tod des Bischofs Georg von Blumenthal zum neuen Bischof Ratzeburgs wählen zu lassen. Das Domkapitel entschied sich bei der Wahl 1550 jedoch einstimmig für den vorherigen Dompropst Christoph von der Schulenburg. Der Fürst rächte sich daraufhin, indem er im Jahr 1552 den, durch die Kapitulation Magdeburgs 1551 beschäftigungslos gewordenen, Söldnerführer Vollrad von Mansfeld und dessen Männer damit beauftragte, das Domkapitel unter Druck zu setzen. Sie überfielen den Dom am 23. Mai 1552 und plünderten sowohl die Kirche, als auch die Kurien der Domherren. Sie verwüsteten die Innenräume und nahmen alle Domherren, die aufzufinden waren, gefangen. Diese wurden dann dazu genötigt, den Sohn von Fürst Franz I., in einer neu angefertigten Erklärung nun doch als gewählten und angenommenen Bischof Ratzeburgs anzuerkennen. Weiterhin blieben die Besatzer unter dem Grafen noch zwei Monate und erpressten vom Domkapitel eine Zahlung von 4000 Reichstalern, damit sie die Domkirche nicht niederbrannten. Nach diesem Vorfall war das Verhältnis zwischen Domkapitel und Herzog unwiederbringlich gestört und das Geschlecht der Askanier sollte keine Chance mehr auf den Bischofsstuhl erhalten.
Im Jahr 1554 resignierte der evangelisch ausgerichtete Bischof Christoph von der Schulenburg auf das Bistum Ratzeburg, wofür er von Herzog Johann Albrecht I. eine Abfindung von 10.000 Rheinischen Gulden erhielt. Der Herzog konnte außerdem bewirken, dass sein 17-jähriger Bruder Christoph zu Mecklenburg vom Domkapitel zum nachfolgenden Bischof postuliert wurde, wobei er aufgrund seines jungen Alters nur als Administrator fungierte. Zu diesem Zeitpunkt hatte die Glaubensspaltung bereits im Domkapitel Fuß gefasst; es sind seit den 1530er Jahren Domherren bekannt, die der evangelischen Lehre zugeneigt waren. Nähere personalgeschichtliche Informationen sind diesbezüglich nicht bekannt und müssten untersucht werden. Joachim Blücher ist der erste bekannte Kanoniker, der 1538 auf sein Kanonikat resignierte und heiratete, wobei es sich hierbei wohl zunächst um einen Einzelfall handelte. Ein Großteil der Kanoniker praktizierte zu diesem Zeitpunkt wohl noch immer den katholischen Glauben. Davon zeugt, dass die päpstliche Bestätigung des 1561 volljährig gewordenen Administrators Christoph zu Mecklenburg aufgrund seiner lutherischen Konfession kritisiert wurde, was vermuten lässt, dass der Protestantismus noch weniger stark vertreten war. Erst im Jahr 1566 wurde vom Domkapitel die Einführung der lutherischen Lehre festgelegt, was im Konkreten die Abschaffung der katholischen Zeremonien, die Einführung der Predigt im lutherischen Sinn und die Erlaubnis der Kanoniker zu heiraten bedeutete. Als erster evangelischer Domprediger in Ratzeburg wurde daraufhin 1566 Georg Usler berufen. Ab 1581 stellte das Augsburgische Bekenntnis die Grundlage für die Aufnahme in das Domkapitel dar.

### Aufhebung und späteres Schicksal
Der nach dem Ende des Dreißigjährigen Krieges 1648 mit Schweden geschlossene Westfälische Friedensvertrag beinhaltete in Kapitel 8 die Aufhebung des Ratzeburger Domkapitels. Im Falle der Vakanz sollten Ämter nicht erneut besetzt werden und die kirchlichen Pfründen sollten an die herzogliche Tafel übergehen. Diesen Regelungen widersetzte sich das Domkapitel und konnte nach einigen Jahren am 15. Dezember 1652 eine Einigung mit dem Herzog erreichen, die die weitere Nutzung von Gütern und die Verwaltung bis zum Tod des letzten Domherren regelte. Die verbliebenen Kanoniker, im Jahr 1649 noch acht an der Zahl, wurden weiterhin versorgt, übten noch Patronats- und Schulrechte aus und kümmerten sich um die Vermögensverwaltung. Die Geschichte des Domkapitels Ratzeburg endet mit Heinrich Hoinckhusen, der 1683 als letzter der Domherren des Domkapitela Ratzeburg verstarb.
Wie sich die Funktionen von Kapitelsbauten und Domkirche seit der Einführung der Reformation bis hin zur Gegenwart verändert haben, bedarf noch weiterer Untersuchung. Sicher ist, dass die Räumlichkeiten und Gebäude, die mit dem Domkapitel in Verbindung standen auch nach 1652 weiterhin von den Domherren genutzt wurden. Diese wohnten auch weiterhin bis zum Zeitpunkt ihres Todes in ihren Kurien, wobei der Dom auch während dieser Zeit seine kirchliche Mittelpunktsfunktion nicht verlor und weiterhin als landesherrliche Begräbnisstätte diente. Ein weiteres Überbleibsel der Tradition des mittelalterlichen Domkapitela, das bis heute überdauert hat, ist die Bezeichnung des Pastors an der Ratzeburger Domkirche als Dompropst.

## Verfassung und Verwaltung

### Verfassung und Ordenszugehörigkeit
Anders als die meisten anderen Domkapitel des damaligen Reiches, gehörte das Domkapitel Ratzeburg dem Prämonstratenserorden an. Diese Ordenszugehörigkeit teilte es sich mit dem 1149/50 wiedergegründeten Domkapitel Havelberg und dem 1161 wiedergegründeten Domkapitel Brandenburg und blieb ihr als eines der einzigen drei Prämonstratenser-Domkapitel bis zu seiner Umwandlung in ein Kollegiatstift im Jahr 1504 treu. Das Domkapitel hatte in der Diözese Ratzeburg vielfältige Rechte und Pflichten und fungierte unter anderem als größter geistlicher Grundherr, einflussreichste klerikale Gemeinschaft, Inhaber archidiakonaler Rechte und Besitzer vielzähliger Patronate. Papst Hadrian IV. bestätigte dem Domkapitel im Jahr 1158 das Bischofswahlrecht. Das war jedoch anfangs unvereinbar mit dem vom sächsischen Herzog Heinrich dem Löwen beanspruchten Investiturrecht, das dieser für die Bistümer Ratzeburg, Mecklenburg-Schwerin und Oldenburg-Lübeck geltend machen wollte. Daraus folgte, dass 1178/80 Isfried, der bisherige Propst des Prämonstratenserstifts Jerichow, der kein Mitglied des Domkapitels war, als Bischof Ratzeburgs eingesetzt wurde. Im Jahr 1180 fand das Investiturproblem darin sein Ende, dass der Welfenherzog abgesetzt wurde. Mit der Ausnahme von zwei weiteren Bischöfen gingen danach alle weiteren aus den Reihen des Domkapitels selbst hervor. Die erste dieser Ausnahmen war Lambert von Barmstede, der zwar 1228 von Papst Gregor IX. providiert wurde, aber nur wenige Monate amtierte. Die zweite zu nennende Ausnahme stellt der, dem regionalen Adel entstammende, Wipert von Blücher, der das Amt des Bischofs hauptsächlich aus territorialpolitischen Motiven zugesprochen bekam, allerdings weder dem Domkapitel angehörte, noch das kanonisch erforderliche Alter von 30 Jahren besaß.
Der genaue Hergang der Bischofswahl vom Tod des Vorgängers bis zur Wahl des nächsten Bischofs wird in der Wahlmitteilung des Domkapitels an Papst Bonifaz IX. aus dem Jahr 1395 geschildert. 22 der Ratzeburger Bischöfe gingen aus dem Domkapitel hervor, wovon 19 im Vorfeld als kirchliche Amtsträger tätig waren, neun von diesen als Pröbste und drei als Prioren. Heinrich Bergmeier, Georg von Blumenthal und Christoph von der Schulenburg, die letzten drei Bischöfe von Ratzeburg, waren vorher als Weltgeistliche Angehörige des Domkapitels. Was allerdings näherer Untersuchung bedürfte, ist das oft angespannte Verhältnis zwischen Bischof und Domkapitel. So wurde dem Ratzeburger Bischof Pardam von dem Knesebeck als erstem Inhaber des Bischofssitzes vom Domkapitel eine Wahlkapitulation abverlangt. Aufgrund der Ordensverfassung waren Interventionen des Bischofs in die Geschäfte des Domkapitels allerdings eher selten und erfolgten nur in Sonderfällen, wie dem Vorgehen gegen straffällig gewordene Domherren. Die Tätigkeit des Bischofs war darüber hinaus in vielen Punkten vom Konsens mit dem Domkapitel abhängig, was unter anderem finanzielle Angelegenheiten betraf, aber auch die Inkorporation von Pfarrkirchen, die Genehmigung von Verträgen oder Klostergründungen und die Einführung von Festtagen umfasste. Anders als bei vielen anderen Diözesen scheint allerdings die gemeinsame Ordenszugehörigkeit von Domkapitel und Bischof die Zusammenarbeit der beiden Parteien eher erleichtert zu haben. Die meisten der Ratzeburger Bischöfe hatten seit Marquard von Jesow ihre Residenz in ihrer Burg in Schönberg, wobei auch der domnahe Bischofshof von Zeit zu Zeit genutzt wurde. Die Abgaben an die päpstliche Kurie und andere Steuern sollten nach einem Beschluss aus dem Jahr 1372 zu einem Drittel vom Propst und zu zwei Dritteln vom Domkapitel getragen werden. Auch später aufkommende Steuern und Abgaben wurden zumeist nach diesem Prinzip aufgeteilt.

### Personelle Zusammensetzung
Erst spätmittelalterliche Quellen lassen einen Schluss auf die ungefähre Zusammensetzung des Domkapitels zu, wobei allerdings das Problem besteht, dass die meisten Prämonstratenser in diesen Urkunden nur beim Vornamen genannt werden. Meist war die soziale Zusammensetzung des Domkapitels ständisch gemischt, jedoch war ungefähr bis zur Mitte des 14. Jahrhunderts, soweit an den Namen zu erkennen, der regionale Adel prominent vertreten, während in der darauffolgenden Zeit der bürgerliche Anteil an Mitgliedern dominierte. Zum Zeitpunkt der Umwandlung in ein weltliches Domkapitel waren wohl vier der 14 Kanoniker von adliger Herkunft, während die anderen zehn dem Bürgertum angehörten, das auch weiterhin in der Mehrheit gewesen zu sein scheint. Die meisten bürgerlichen Domherren des Domkapitels kamen aus Rostock, Wismar, Lübeck und deren Umgebung, wobei auch Ratzeburger Bürgersöhne aufgenommen wurden. Dies wurde allerdings im Jahr 1493 aufgrund politischer Unstimmigkeiten untersagt. Die adligen Mitglieder des Domkapitels wiederum stammten vor allem aus den Herzogtümern Mecklenburg und Sachsen-Lauenburg, sowie aus dem Herzogtum Braunschweig-Lüneburg.
Weltgeistliche, die, wie Christian Coband im Jahr 1399, in das Domkapitel eintraten, mussten dabei auf alle Pfründen, die ihnen gehörten, verzichten und hatten darüber hinaus wie jeder Neuzugang eine Aufnahmegebühr an das Domkapitel zu zahlen. Belastbare Aussagen über die soziale und geographische Zusammensetzung des Domkapitels ab dem 16. Jahrhundert sind aufgrund der Quellenlage und fehlender Untersuchung bisher nicht zu treffen. Neue Mitglieder des Domkapitels mussten ehelich geboren sein, um aufgenommen werden zu können. Die Aufnahmezeremonie erfolgte durch eine solenne Profess, sowie durch die Ausstellung einer eigenen Profess-Urkunde für den angenommenen Kanoniker. Ab der Umwandlung in ein Kollegiatstift 1504 galten diese Prinzipien nicht mehr, was aus der diesbezüglichen päpstlichen Urkunde ersichtlich wird. Neu gewählte und angenommene Domherren mussten nunmehr einen Eid ablegen und darüber hinaus die erwähnte Aufnahmegebühr in Höhe von 100 Lübischen Mark als Statutengeld entrichten. Nach 1504 erfolgte die Aufnahme in das Domkapitel entweder durch Kooptation aus dem Domkapitel selbst, durch das Präsentieren vom Patronatsherren ausgewählter Kanonikate oder aber durch päpstliche Provision.
Quellen berichten von einer ständig schwankenden und unsteten Größe des Domkapitels. So lag anscheinend die ursprünglich als ideal erachtete Mitgliederzahl bei 13, konnte aber in einzelnen Jahren durchaus auch darüber hinausgehen und sich zwischen 14 Mitgliedern bis hin zu 25 Mitgliedern bewegen. Diese Zahlen kamen wohl zustande, da weder die Wirtschaftsordnung, noch die Verfassung des Ordens eine genaue Zahl an Kanonikern festlegte. Gleichwohl wurde im Jahr 1301 vom Domkapitel die Obergrenze von 25 Domherren, bestehend aus dem Propst, 16 Priestern, vier Diakonen und vier Subdiakonen, postuliert, die in den Jahren 1301 und 1327 auch erreicht wurde. Die Subdiakone waren selbst noch keine vollwertigen Domherren und unterstanden noch dem Scholaster, bis sie emanzipiert wurden und zum vollberechtigten Kanoniker aufstiegen. Allerdings bedurfte es, um in das Domkapitel aufgenommen zu werden, der Zustimmung der Mehrheit der Domherren. So wurde beispielsweise im Jahr 1331 der Propst beschuldigt, Domherren ohne die erforderliche mehrheitliche Zustimmung des Domkapitels aufgenommen zu haben.
Zum Zeitpunkt der Umwandlung des Prämonstratenser- in ein Kollegiatstift im Jahr 1504 zählte es 14 Dignitäre und Kanoniker. Ergänzend wurden vom Bischof und vom Herzog von Sachsen-Lauenburg jeweils noch zwei bzw. sechs weitere Kanonikate mit Pfarreien ausgestattet, sodass die Zahl dieser auf insgesamt 22 anwuchs. Allerdings waren die Kanonikate wohl nicht immer alle besetzt, was durch die der Umwandlung folgenden Bischofswahl belegt wird, an der nur 18 Kanoniker teilnahmen und zwei verhindert waren, was bedeutet, dass die restlichen beiden Kanonikate wohl vakant waren. Darüber hinaus waren wohl noch bis ins 14. Jahrhundert sogenannte Laienbrüder anzutreffen, deren Aufgabe darin bestand die Güter zu bewirtschaften. Ihre Zahl wurde im Jahr 1308 auf zehn beschränkt, wird wohl aber meist geringer gewesen sein. Die Säkularkanoniker, deren Zahl mit der Zeit stark zunahm, waren zumeist als Vikare beschäftigt und hatten eine Sonderstellung inne. Bereits im Jahr 1500, also noch vor der Transmutation, betrug ihre Zahl 16 und wuchs in den folgenden Jahren weiter an.

## Ämter

### Propst
Das höchste Amt in einem Domkapitel hatte der Propst inne, der allerdings ab dem 14. Jahrhundert einem weitreichenden Funktionsverlust unterlag. Davor fungierte er als Vorgesetzter der Vikare und Kanoniker und Vorsteher der gesamten Gemeinschaft. Die Regelung, wie die Ämter besetzt werden sollten und die Erteilung der Seelsorgebefugnis zählten außerdem zu seinen Aufgaben. Anfänglich gehörten auch die Verwaltung der finanziellen und wirtschaftlichen Angelegenheiten, sowie die Repräsentation des Domkapitels nach außen und vor dem Orden zu seinen Pflichten. Der Propst des Bistums Ratzeburgs verfügte darüber hinaus über archidiakonale Befugnisse. Er wurde in der Regel vom Domkapitel gewählt und ins Amt gesetzt, wobei auch einzelne Überlieferungen ab dem 14. Jahrhundert von gelegentlichen päpstlichen Provisionen berichten. Von Papst Innozenz VIII. wurde die Propstwürde im Jahr 1486 zur höchsten nach der des Bischofs erhoben und außerdem postuliert, dass ein Propst zwar vom Domkapitel gewählt werden dürfe, er aber dennoch binnen vier Monaten die päpstliche Bestätigung erbitten musste. Aufgrund seines fortschreitenden Funktionsverlusts sonderte sich der Propst allmählich von der vita communis ab.

### Prior
Der Prior hatte nach dem Propst im Prämonstratenserstift die zweite Prälatur inne. Er war zunächst der Stellvertreter des Propstes und profitierte somit stark von dessen Funktionsverlust. Die Leitung des Gottesdienstes und des Chorgebets zählten zu seinen Hauptaufgaben, was bedeutete, dass er als erster im Chor einzutreffen und als letzter zu gehen hatte. Weiterhin beaufsichtigte er die Vikare des Domkapitels, was bereits zu dem Zeitpunkt festgelegt wurde, als die ersten beiden Vikarien im Jahr 1319 gestiftet wurden. Ab dem 15. Jahrhundert wurden dem Prior immer mehr Kompetenzen zuteil, die der Propst eingebüßt hatte. Er gewann innen- und außenpolitische Befugnisse, wie beispielsweise die Vertretung des Domkapitels auf Versammlungen des Ordens oder Provinzialsynoden. Darüber hinaus erlangte er die Gerichtsbarkeit gegen Ende des 15. Jahrhunderts und konnte die Bezeichnung ordinarius loci führen. Ab der Umwandlung im Jahr 1504 wurde der Prior als Dekan bezeichnet.

### Scholaster
Wie aus der Papsturkunde über die Umwandlung 1504 ersichtlich wird, hatten nur der Propst und der Prior Dignitäten inne, während alle anderen Funktionen der Mitglieder des Domkapitels meist als Ämter bezeichnet wurden. Da der Scholaster, der erstmals 1238 erwähnt wird, kaum in den Urkunden vorkommt, lässt sich nicht genau sagen, ob dieser zu den Dignitäten oder zu den Ämtern gezählt wurde und welche Bedeutung er tatsächlich für die Domschule hatte. Meist wird an seiner statt ein Kleriker genannt, der als Schulmeister tätig und für diese Angelegenheiten zuständig war. Nicht einmal in der päpstlichen Urkunde aus dem Jahr 1504, in der alle Ämter und Dignitäten des Domkapitels genannt werden, findet der Scholaster Erwähnung, sodass fraglich ist, ob das Kanonikat des Scholasters überhaupt noch vorhanden war. Der einzige Scholaster des Domkapitels Ratzeburg, der in den Urkunden genannt wird, ist der Scholaster Heinrich im Jahr 1238.

### Domschatzmeister
Der Domschatzmeister besitzt in den Überlieferungen im Laufe der Zeit in Ratzeburg verschiedene Bezeichnungen. In den Jahren 1198, 1211 und 1291 noch als custos bezeichnet, findet er 1337 als custos seu thesaurarius Erwähnung und wird später nur noch thesaurarius genannt. Seine Aufgabe bestand darin, für alles Sorge zu tragen, was mit der Vorbereitung und Durchführung des Gottesdienstes, sowie der Liturgie in Verbindung stand, also über den Kirchenschatz, das heilige Öl, Messwein und Paramente bis hin zur Beleuchtung des Raumes. Im Jahr 1211 wurden dem Domkapitel von Bischof Philipp von Ratzeburg unter anderem vasa sacra und weitere Reliquien, aber auch Sondereinkünfte für den Kustos geschenkt, da dieser auch die Aufgabe erhielt, das Chrisam zu beschaffen. Gegen Ende des Mittelalters wurde außerdem ein Küster zur Unterstützung des Kustos eingesetzt, der allerdings kein Mitglied des Domkapitels, sondern bloß Laie war. Ab der Umwandlung wurden die Thesaurare als Kustoden bezeichnet.

### Weitere Ämter
Ein weiteres Amt, das erstmals im Jahr 1217 erwähnt wird, ist das des Kämmerers. Dieser hatte die Aufgabe für die Kleidung und Schuhe der Domherren Sorge zu tragen und diese zu verwalten, was nur solange praktikabel war, wie die vita communis noch im Domkapitel praktiziert wurde, also solange die Domherren noch in ihren Kurien beisammen wohnten. In der päpstlichen Urkunde von 1504 wird der Kämmerer nicht mehr genannt.
Darüber hinaus gab es auch einen Dombaumeister, der erstmals 1261 als magister operis Erwähnung findet und im späten Mittelalter meist als structurarius betitelt wird. Seine Aufgaben bestanden, wie der Name sagt, im Dombau und allem was damit einherging, also beispielsweise auch darin, die Ziegeleien des Domkapitels zu betreiben.
Das Amt, das für die wirtschaftliche Verwaltung und Instandhaltung des Domkapitels und der damit zusammenhängenden Bauten verantwortlich war, wurde als officialis maior bezeichnet und besteht wohl seit ca. 1355. Ausgefüllt wurde dieses Amt meist von jemandem aus den eigenen Reihen des Domkapitels, wobei im 15. Jahrhundert noch ein weiterer Wirtschaftsverwalter dazukam, der officialis minor. Dieser befasste sich mit den wachsenden Renteneinkünften aus den Memorien und weiteren Stiftungen, welche unter Mithilfe von sogenannten distributores als Präsenzgelder an die, bei den jeweiligen Festen anwesenden, Domherren verteilt wurden. Die Wirtschaftsbücher des Domkapitels, die ab 1444 erhalten sind, belegen die Tätigkeiten des Wirtschaftsverwalters.
Das Eintreiben der Memoriengelder wiederum fiel einem weiteren Beauftragten zu, ebenso wie die Verwaltung und Distribution dieser Gelder, die wohl jeweils beide aus der Gruppe der Kanoniker stammten. Aufzeichnungen berichten außerdem von einem Spitalmeister und zahlreichen Boten, Notaren und anderen untergeordneten Funktionären, die von Zeit zu Zeit erwähnt werden.

### Ämter und Dignitäten nach 1504
Für die Dignitäten des Prämonstratenserstifts Ratzeburg, also Propst und Prior, hatte die Umwandlung in ein Kollegiatstift kaum Auswirkungen. Der Propst hatte nach wie vor die oberste Position inne, der allerdings aufgrund des fortgeschrittenen Funktionsverlusts die meisten seiner tatsächlichen Kompetenzen dem Prior, der nun als Dekan bezeichnet wurde, abtreten musste, wodurch Letzterer de facto die Leitung übernahm. Auch der Kantor wird ab diesem Zeitpunkt zu den Dignitäten des Domkapitels hinzugezählt; andere Funktionäre besaßen Kapitelsamt oder officium. Auch findet ab 1504 häufig ein senior capituli, also ein Kapitelsältester, Erwähnung in den Urkunden und wird dort meist nach dem Propst und dem Dekan genannt. Der Propst sollte außerdem, wie ab 1504 geregelt, entweder in Ratzeburg oder in Mechow residieren. Der Dekan hingegen sollte immer direkt vor Ort residieren, was auch durch seine Anwesenheitspflichten im Chor erforderlich war. Die Ämter und Dignitäten lassen sich nicht von der Institution des Domkapitels lösen, das alle vollwertigen Domherren beinhaltete und die kirchliche Entscheidungsgewalt im Hochstift darstellte. Es ist davon auszugehen, dass das Domkapitel ursprünglich täglich zusammentraf, während im ausgehenden Mittelalter wohl nur noch wöchentliche Zusammenkünfte üblich waren. Aus dem Dekanseid aus dem Jahr 1551 ist ersichtlich, dass dieser die Versammlung wohl immer freitags einberief. Von außerordentlichen Versammlungen wird ebenfalls berichtet, etwa wenn ein vakantes Amt durch Wahl neu besetzt werden sollte oder andere wichtige Angelegenheiten die Aufmerksamkeit der Domherren erforderten, die zu diesem Zweck auch von außerhalb einberufen wurden. Eine der wichtigsten und bekanntesten Pflichten des Domkapitels stellt die Wahl der Dignitäre des Domkapitels und vor allem die des Bischofs dar. Gegen Ende des Mittelalters wurden schließlich auch die Inhaber der Ämter des Domkapitels und einiger anderer Positionen vom Domkapitel gewählt. Das Domkapitel regelte die meisten innen- und außenpolitischen Angelegenheiten mit Hilfe von Statuten, die allerdings meist nicht erhalten geblieben sind. Zur Lösung spezifischerer Fragen und Probleme konnte das Domkapitel Arbeitsausschüsse einrichten, wie im Jahr 1330 geschehen, um innere Streitigkeiten beizulegen.

## Religiöses und geistiges Leben und Wirken
Höchstwahrscheinlich stellt das Prämonstratenserstift Gramzow, das um 1177 im Bistum Kammin in der Uckermark gegründet wurde, eine Tochtergründung des Domkapitels Ratzeburg dar. Dies lässt sich zum einen daran erkennen, dass beide Institutionen die gleichen Patrozinien, die heilige Maria und den heiligen Johannes Evangelist, besaßen. Zum anderen finden sich im Umland und nahe Gramzow Orte wie eine Wüstung mit dem Namen Ratzeburgk im Gramzower Forst, die ehemalige Ratzeburgische Straße und der große und kleine Rathsburgsees. Zusammengenommen war das Domkapitel Ratzeburg Besitzer von zehn Pfarreien, die ihm ihre Patronatsrechte übertrugen oder sie der Stiftsmensa eingliederten. Mit der Umwandlung in ein weltliches Domherrenstift wurden darüber hinaus acht weitere Kanonikate neu eingerichtet, die auf der weltlichen Seite von den Patronatspfarreien Berkenthin, Seedorf, Büchen, Siebeneichen, Stapel und Lauenburg und auf klerikaler Seite von den bischöflichen Pfarrkirchen Nusse und Herrenburg gebildet wurden. Die Patronatsverhältnisse dieser Einrichtungen blieben allerdings erhalten, weshalb man in diesen Fällen nicht von einer Inkorporation sprechen kann.
Da aus dem Ratzeburger Domkapitel kein liber ordinarius, also eine Gottesdienstordnung, erhalten ist, lässt sich nur recht wenig über das liturgische Tagesgeschäft sagen. Nur einzelne Urkunden erwähnen das hore canonice, das Chorgebet, oder die divina officia, die Feier des Hochamts oder auch die Prozessionen, die in der Domkirche stattfanden. Bekannt ist jedoch, dass jeder Kanoniker bei diesen Angelegenheiten eine spezifische Aufgabe zu erledigen hatte, wie beispielsweise die wöchentlichen Lesungen der Evangelien. Während die altgläubigen Brauchtümer und Riten im Jahr 1566 mit der Einführung der lutherischen Lehre abgeschafft wurden, hatte das Chorgebet auch noch im nun evangelischen Domkapitel Bestand. Die Vikare, deren Messpriesterstellen etwa seit Anfang des 14. Jahrhunderts von Zeit zu Zeit gestiftet wurden, wurden indes immer öfter dazu verpflichtet, an bestimmten Feiertagen an den Prozessionen und liturgischen Festen, sowie auch an Vesper und Hochamt teilzunehmen.
In der ersten Zeit nach der Neugründung des Domkapitels wird für die Domherren wohl die Missionierung der in Umland und Umgebung wohnenden heidnischen Bevölkerung eine hohe Priorität gehabt haben. Über die Predigttätigkeiten der Domherren sind keine Einzelheiten überliefert, wobei sie im Bereich der Pfarrseelsorge mitinbegriffen waren, welcher zumindest bis 1401 ausgeübt wurde.
Einen prominenten Wallfahrtsort für das Domkapitel stellte seit dem Ende des Mittelalters das im Dom gelegene Grab des, nicht kanonisierten, heiligen Ansverus dar. Es kann historisch nicht mit Sicherheit gesagt werden, ob die Gebeine Ansverus' tatsächlich ursprünglich nicht im Dom, sondern in der Kirche St. Georg lagen und erst von Bischof Evermod in den Dom umgelagert wurden. Überlieferungen des Kultes von Ansverus im Dom sind erst ab Anfang des 14. Jahrhunderts erhalten. Bei Bischof Ludolf I. sind die Überlieferungen hingegen deutlich klarer. Dieser starb im Jahr 1250 an der Folgen seiner Gefangenschaft durch Herzog Albrecht I. von Sachsen-Lauenburg und wurde bereits 1340, noch vor seiner Heiligsprechung, im Domkapitel wie ein Heiliger verehrt. Aus einer Stiftungsurkunde geht hervor, dass seine Gebeine an seinem Gedenktag, dem 29. März, in einer Prozession herumgetragen werden sollten, insofern der Bischof sein Einverständnis erteilte. Dennoch wird in den überlieferten Strukturregistern des Domkapitels unter den bedeutenden Heiligenfesten nur Bischof Ansverus aufgeführt.
Über die Reliquien, die sich im Besitz des Domkapitels befanden, ist nur wenig überliefert. Der Domkirche wurde im Jahr 1211 von Bischof Philipp von Ratzeburg eine pixis argentea geschenkt, doch ist nicht bekannt, welche Reliquien in dieser enthalten gewesen sein sollen. Auch hinsichtlich der Reliquien hatten die Bischöfe Ansverus und Ludolf I. aufgrund ihrer Bedeutung für das Domkapitel eine prominente Position inne. Es sind einige Reliquien des Domkapitels bekannt, die in den Aufzeichnungen über den Verkauf des Domschatzes im Jahr 1530 namentlich genannt werden. Dazu gehören zwei Kreuze mit dem Holz vom Kreuz Christi, drei silberne Schmuckstücke mit Reliquien, ein Arm des heiligen Jakobus, ein Arm des heiligen Viktor und Gereon, sowie zwei Monstranzen, die nicht näher ausgeführte Reliquien enthielten. Möglicherweise waren weitere Reliquien vorhanden, doch ist dies historisch nicht gesichert.
Die Tätigkeit der Geschichtsschreibung wurde von den Ratzeburger Domherren wohl eher vernachlässigt. Es ist allerdings eine Lista episcoporum ecclesiae Raceburgensis et eorum facta, eine Bischofsreihe, erhalten, die von einem Domherren verfasst wurde und in der unter anderem die Lebensweise der Bischöfe ausgeführt wird.
Die Erwähnung eines Scholasters im Jahr 1238 lässt vermuten, dass im Domkapitel eine Schule existiert hat. Da der, dem Domkapitel angehörige, Scholaster allerdings nur zu diesem Zeitpunkt Erwähnung findet, wird ansonsten wohl ein Kleriker als Schulmeister, der für ein festes Jahreseinkommen beschäftigt wurde, tätig gewesen sein. Das Gehalt des Schulmeisters, das 14 Lübische Mark pro Jahr betrug, wurde wohl in der Regel vom Propst entrichtet. Für die jungen Domherren bzw. Subdiakone war es im Domkapitel wohl üblich diese Schule zu absolvieren. Von den Schülern der Domschule nahm wohl darüber hinaus auch ein Teil in der Rolle von Ministranten oder Choralisten an Chorgebeten und Messfeiern teil. Dass ab dem 15. Jahrhundert eine immer größer werdende Zahl an Domherren auch eine Universität besuchte, muss allerdings nicht zwingend mit der Schule im Domkapitel in Zusammenhang stehen. Auch nach dem Konfessionswechsel des Domkapitels im Jahr 1566 wurde die Domschule weiter betrieben. Allerdings musste nun jeder Domherr für einen der Domschüler aufkommen. Die Domschule wurde im Jahr 1655 neu fundiert, befand sich nun im Klausurbezirk und hatte dort wohl noch bis ungefähr 1845 Bestand. Letztlich wurde die Domschule dann von der Lauenburgischen Gelehrtenschule abgelöst, die zunächst in denselben Räumlichkeiten wie zuvor die Domschule unterkam.